# Ball turret
Une ball turret (en français : tourelle boule) était une tourelle de mitrailleuse à monture altazimutale de forme sphérique, équipant certains avions de construction américaine pendant la Seconde Guerre mondiale. Le nom provient du boîtier sphérique de la tourelle. 
C'était une tourelle habitée, à la différence des tourelles télécommandées également utilisées. La tourelle contenait le tireur, deux mitrailleuses lourdes, des munitions et des viseurs. La Sperry Corporation a conçu des versions ventrales qui sont devenues les versions les plus courantes. Le terme « ball turret » est donc plus spécifique à ces versions.

## Tourelle Sperry Ball

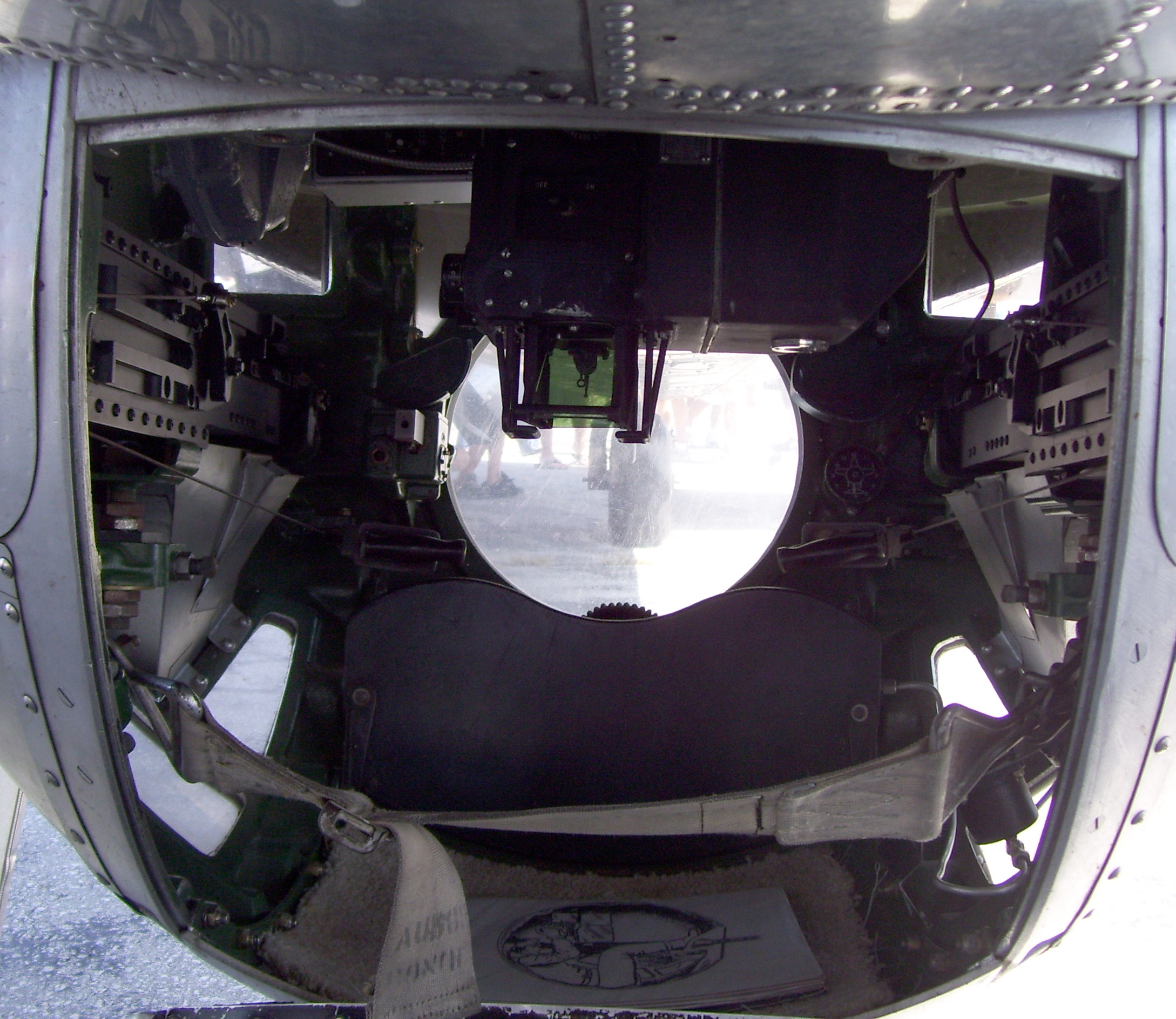
Intérieur de la tourelle sphérique Sperry d'un B-17 préservé (2008)

Sperry et Emerson Electric ont tous deux développé une tourelle sphérique et les conceptions étaient similaires dans la version tourelle de nez. Le développement de la sphère Emerson a été arrêté. La tourelle Sperry a été testée et privilégiée, mais son utilisation a été limitée en raison du faible nombre de modèles d’avions adaptés à son montage. Le système ventral conçu par Sperry a connu une utilisation et une production généralisée, y compris chez beaucoup de sous-traitance.  
Cette tourelle a été principalement déployée sur le Boeing B-17 Flying Fortress et le Consolidated B-24 Liberator, ainsi que sur la version du Liberator de la marine américaine, le PB4Y-1. La tourelle ventrale était utilisée en tandem dans le Convair B-32, successeur du B-24. Des tourelles sphériques sont apparues dans la queue ainsi que dans le nez de la série finale du B-24. 
La tourelle sphérique Sperry était très petite afin de réduire la traînée, et était généralement opérée par le plus petit homme de l'équipage. Pour entrer dans la tourelle, celle-ci était déplacée jusqu'à ce que les canons soient dirigés vers le bas. Le mitrailleur posait alors ses pieds sur les pédales et occupait son poste restreint. Il mettait une ceinture de sécurité et fermait la porte de la tourelle. Il n'y avait pas de place à l'intérieur pour un parachute, qui était laissé dans le fuselage au-dessus de la tourelle. Quelques servants portaient un parachute thoracique. 
Le mitrailleur était contraint de se placer dans la tourelle en position fœtale, le dos et la tête contre la cloison arrière, les hanches en bas et les jambes maintenues en l'air par deux repose-pieds situés sur la cloison avant. Cela plaçait les yeux à peu près au même niveau que la paire de mitrailleuses à canon léger Browning AN / M2 de calibre .50 BMG, situées de part et d'autre du mitrailleur, qui traversaient toute la tourelle. Les poignées d'armement étaient trop proches du tireur pour pouvoir être manœuvrées facilement. Un câble a donc été fixé à la poignée à l'aide de poulies et à une poignée située près de l'avant de la tourelle. Un autre facteur était que tous les enrayages ne pouvaient pas être corrigés en réarmant les mitrailleuses. Dans de nombreux cas, il fallait que le mitrailleur « recharge » l’arme, ce qui nécessitait l’accès à la chambre de tir des armes. L'accès était sévèrement limité par l'emplacement des armes dans la petite tourelle. Normalement, le mitrailleur accédait à la chambre de tir en relâchant un verrou et en soulevant le cache dans une position perpendiculaire au canon, mais cela n’était pas possible dans la tourelle sphérique. Pour remédier à cela, l'extrémité avant de la protection était « fendue ». Le mitrailleur libérait le loquet et retirait le couvercle, ce qui laissait un espace libre pour dégager la culasse. 
De petites boîtes de munitions reposaient sur le dessus de la tourelle et des bandes de munitions supplémentaires alimentaient la tourelle au moyen d'un système de goulotte. Un viseur était suspendu au sommet de la tourelle, positionné approximativement entre les pieds du mitrailleur. 
Le contrôle directionnel était assuré par deux poignées manuelles avec les boutons de tir. Le pied gauche contrôlait le réglage de la portée, affiliée au réticule du viseur. Le pied droit servait à actionner un commutateur d'interphone "push-to-talk". La tourelle était orientée électriquement en azimut (horizontal) et en altitude (vertical). Une manivelle d'urgence pouvait être fixée pour repositionner la tourelle depuis l'intérieur du fuselage de l'avion. En cas de panne de courant électrique, un autre membre d'équipage l'utilisait pour mettre la tourelle en position verticale afin de permettre au mitrailleur de sortir.

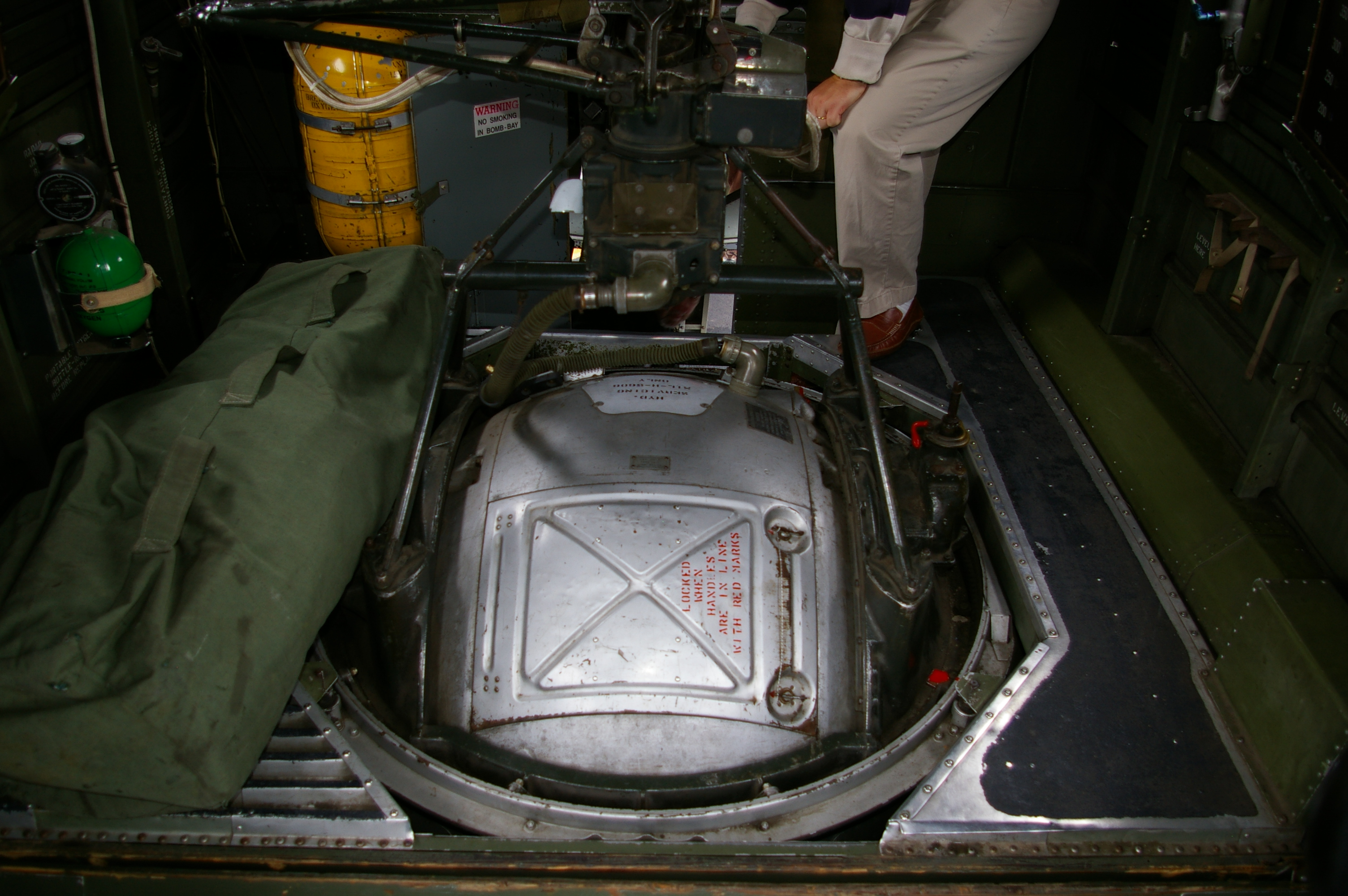
Tourelle sphérique ventrale Sperry d'un B-24J dans sa position rétractée pour l'atterrissage, vue de l'intérieur du bombardier

Sur le B-17, la tourelle A-2 était proche du sol, mais il y avait suffisamment de garde au sol pour le décollage et l’atterrissage. Toutefois, le mitrailleur ne rentrait dans la tourelle que dans les airs, en crainte de défaillance du train d'atterrissage. Pendant le décollage et l'atterrissage, la tourelle devait être positionnée avec ses canons horizontaux, pointant vers l'arrière. Comme les canons devaient être à la verticale avant que le mitrailleur ne puisse entrer ou sortir de la tourelle, un ensemble de commandes externes a été installé afin que celle-ci puisse être repositionnée. 
Dans le cas du B-24 Liberator, la conception du train d'atterrissage tricycle imposait que sa tourelle Sperry, modèle A-13, soit entièrement escamotable, de sorte que la tourelle sphérique était toujours rentrée vers le haut dans le fuselage inférieur lorsque l'appareil était au sol, lui donnant un espace suffisant avec le tarmac en position repliée. 

## Tourelle sphérique ERCO

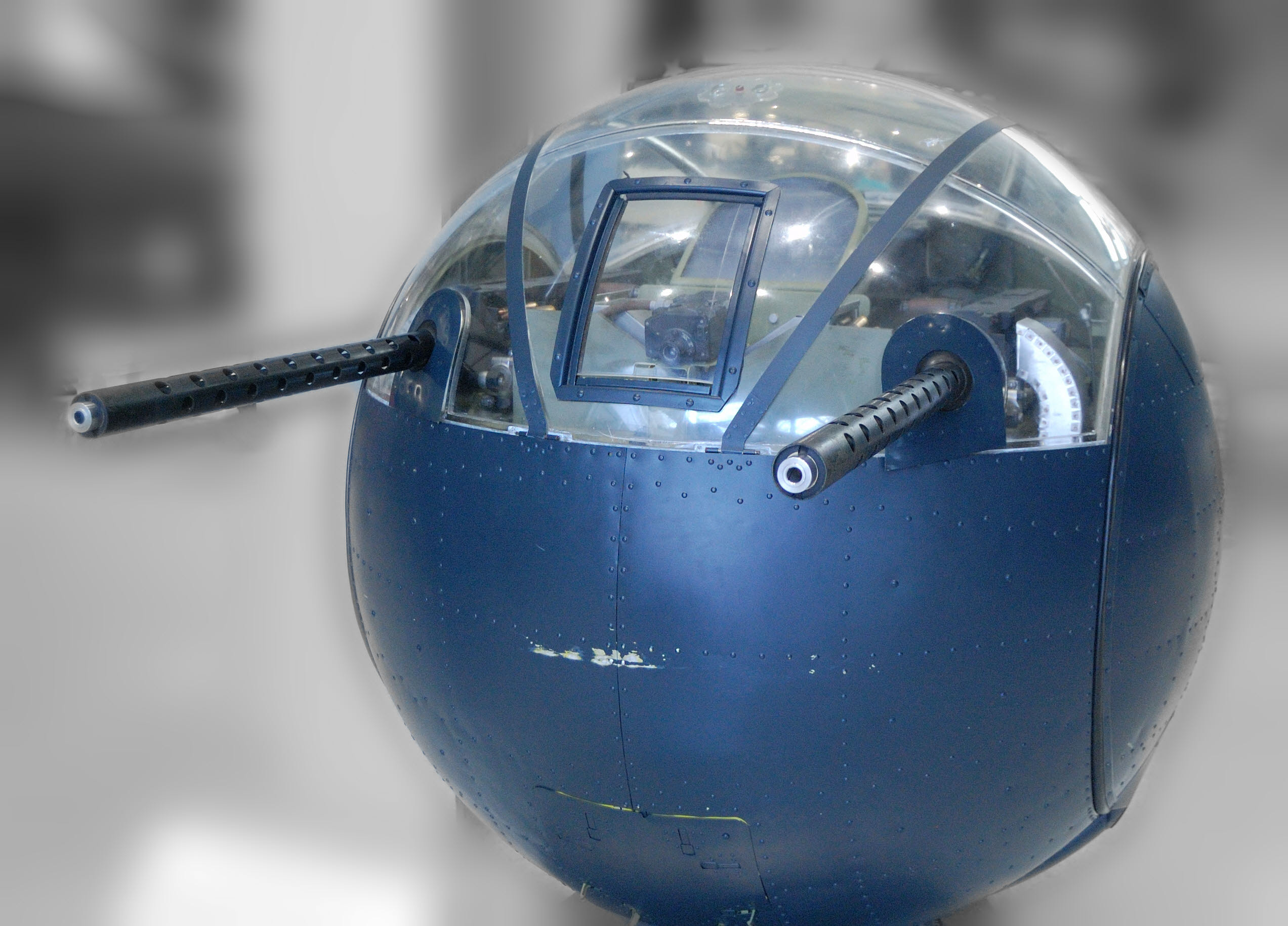
Tourelle sphérique Erco exposée au National Museum of Naval Aviation, Floride

Après avoir été testée mi-1943, la tourelle boule ERCO est devenue l'installation défensive de prédilection des bombardiers Consolidated, tel que les PB4Y-1 Liberator et PB4Y-2 Privateer de la Marine américaine, bien que d'autres types aient été installés.  
Les premiers modèles sont apparus dans d'autres avions de patrouille maritime. Ils avaient une double fonction : défensive, contre les attaques aériennes, et offensive, dans la lutte contre les sous-marins. Comme cette tourelle est du type sphérique, le mitrailleur déplace ses canons et sa vue en élévation et azimut au moyen de poignées de contrôle.  Parmi les conceptions antérieures, il y avait la tourelle Martin 250SH de l'hydravion bimoteur PBM-3, qui présentait de nombreux points communs en termes de conception et d'utilisation.

## Dans la culture populaire
- Une tourelle-boule figure dans le poème The Death of the Ball Turret Gunner (en) (La mort du mitrailleur de la tourelle-boule) de Randall Jarrell publié en 1945.
- Le père de T. S. Garp, le protagoniste principal du quatrième roman de John Irving, Le Monde selon Garp (1978), est un mitrailleur de tourelle-boule ventrale grièvement blessé.
- Dans The Mission, un épisode de 1985 de la série télévisée Amazing Stories, un jeune mitrailleur de tourelle-boule ventrale est coincé dans sa tourelle jusqu'à ce que ses talents de dessinateur le sauvent.
- Dans le film Oblivion (2017) une tourelle-boule ERCO est utilisée pour défendre le refuge des humains.